# Rafael Marsans i Rocamora
Rafael Marsans i Rocamora   (Barcelona, c. 1935 (<1936) - Sant Andreu de Llavaneres, 12 d'agost de 2019), conegut com a Rafa Marsans, fou un pilot de motociclisme català que participà en competicions estatals a finals de la dècada de 1950 i començaments de la de 1960. Després d'haver començat competint en curses de velocitat i en ral·lis, fou un dels pioners del motocròs i l'enduro (conegut aleshores com a Regularitat) a la península Ibèrica, a l'època en què aquestes disciplines s'hi anaven introduint.
Advocat de formació i dedicat durant anys a l'administració de finques, Marsans fou un dels cinc aventurers catalans que el 1962 participaren en l'Operació Impala, recorrent 20.000 km per Àfrica en 100 dies a bord de tres motocicletes Montesa de 175 cc. Durant els preparatius de l'expedició, juntament amb Juan Elizalde es responsabilitzà de la supervisió mecànica de les tres motos que hi havien de participar.
Marsans havia entrat a Montesa el 1959 a proposta de Leopoldo Milà, qui el contractà per a organitzar el departament esportiu de l'empresa després que Francesc Xavier Bultó l'hagués abandonat juntament amb una colla de directius per a fundar Bultaco. Una de les primeres coses que va fer Marsans en aquest nou càrrec fou fitxar Pere Pi com a pilot oficial de la marca per a competir en motocròs.